# 謝宜君
謝宜君（1978年7月30日—），台灣嘉義市人，台灣台語女歌手。曾經是學校的團膳員工，因此在比賽時有了「便當媽媽」的稱號。配偶為台語男歌手陳隨意，育有一兒一女。2010年參加台視超級偶像5比赛獲得第六名成績

## 經歷
謝宜君從小就愛唱歌，13歲開始參加歌唱比賽，18歲初次得到冠軍。婚後與丈夫經營團膳便當公司，但仍不忘歌唱興趣，唯因天生中性嗓音，參加比賽被評說音質「髒」沒自信，而做過聲帶手術來改善，直到參加2010年台視超級偶像5的比赛，被主持人利菁鼓勵，說她是唯一參賽的媽媽歌手，而有「便當媽媽」的稱號。在2011年4月2日最終決賽前哨戰時，經過三週分數統計，成為該屆第六名成績。

## 个人專輯
| 發行日期  | 專輯名稱   | 唱片公司 | 曲 目 |
| --------- | ---------- | -------- | --- |
| 2013年9月 | 我會等待你 | 豪記唱片 | 曲目 1. 梦月圆 2. 今生我的爱（陈随意合唱） 3. 我会等待你 4. 人的心 5. 七世夫妻（陈随意合唱） 6. 袂冻挽回 7. 追心 8. 恨爱情 9. 忘川河 10. 想起父母时                                                  |
| 2014年7月 | 堅強的女人 | 豪記唱片 | 曲目 1. 坚强的女人（三立八点档《世间情》片尾曲） 2. 新娘（陈随意合唱） 3. 世间人的心 4. 心痛 5. 梦风吹 6. 永远爱著他 7. 心肝著火（翁立友合唱） 8. 千年情 9. 我的心我的梦 10. 我的爱再会              |
| 2015年9月 | 紅豆       | 豪記唱片 | 曲目 1. 红豆（三立八点档《甘味人生》片头曲） 2. 送君（陈随意合唱） 3. 返来阮的心 4. 啊!今夜 5. 美梦变成真 6. 行船人紧返来 7. 阿爸的脚踏车 8. 醉红颜 9. 天地无目睭 10. 爱你的恰恰                     |
| 2016年9月 | 癡情女     | 豪記唱片 | 曲目 1. 痴情女（民視八点档《春花望露》片尾曲） 2. 风雨情 3. 情靠岸（陈随意合唱） 4. 心门的廉子 5. 真心爱过 6. 犹原底等你 7. 甭搁做憨人 8. 想你想甲心糟糟                                             |
| 2017年7月 | 風鈴聲     | 豪記唱片 | 曲目 1. 痴恋的一生 2. 风铃声（陈随意合唱）（民视八点档《幸福来了》片尾曲） 3. 醉人生 4. 痴心等无爱 5. 风中飘 6. 承认 7. 女人纯情梦 8. 心追风                                                         |
| 2018年6月 | 女人命     | 豪記唱片 | 曲目 1. 咁安呢 2. 女人命（三立《戏说台湾》片尾曲） 3. 感情随风去 4. 痴情香 5. 伤心海 6. 因为太爱你 7. 无情还乎你                                                                                     |
| 2019年6月 | 純情花     | 豪記唱片 | 曲目 1. 纯情花（民視八點檔《大时代》片尾曲） 2. 我们的月亮（陈随意 合唱） 3. 一生放抹开（陈随意 合唱） 4. 爱情的路口 5. 年年发 6. 对伊放抹落 7. 爱甲心惊惊 8. 为爱无愿醒                             |
| 2020年8月 | 醉情花     | 豪記唱片 | 曲目 1. 醉情花（三立八點檔《炮仔聲》片頭金曲） 2. 田桥仔问西施（陈随意合唱） 3. 歹铜镀金 4. 觅相找 5. 幸福的车班 6. 可怜的恋花 7. 手段 8. 痴情不愿梦醒                                               |
| 2021年8月 | 北海道之戀 | 豪記唱片 | 曲目 1. 尚水的舞台 2. 北海道之戀（楊哲合唱）（三立八點檔《天之驕女》片頭曲） 3. 一線牽（楊哲合唱） 4. 幸福的甜蜜 5. 情人探戈 6. 各人行各路 7. 一日香 8. 相欠債                                       |
| 2022年8月 | 情話三碗公 | 豪記唱片 | 曲目 1. 幸福乾杯 2. 情話三碗公（陳隨意合唱）（民視八點檔《黃金歲月》片尾曲） 3. 刻心痕 4. 愛受罪 5. 重相逢 6. 無情人我問你 7. 半熱冷的愛 8. 深深體會                                                 |
| 2023年5月 | 春娇爱随意 | 豪記唱片 | 曲目 1. 春娇爱随意（陈随意合唱）（三立八点档《天道》片头金曲） 2. 龙凤镜（叶诺帆合唱）（三立八点档《一家团圆》片尾曲） 3. 真松势 4. 双脚踏双船 5. 勇敢做自己 6. 幸福不让步 7. 思念放袂记 8. 爱全部还 |
| 2024年6月 | 爱无罪     | 豪記唱片 | 曲目 1. 爱无罪（三立八点档《天道》片头曲） 2. 爱无相欠（柯俊杰合唱） 3. 旧情最难忘 4. 感谢你过去爱过我 5. 吃亏是风度 6. 悲情的公路 7. 有情的你无要 8. 情梦是虚伪                                     |

## 與其他歌手對唱歌曲
- 超偶5十强合輯《SUPER! I DO!》第五首 對時機 （趙太祥Vs謝宜君）2011/5/6

## 外部連結
- 謝宜君的Facebook專頁
- 謝宜君的Instagram帳戶
- YouTube上的 謝宜君 豪記官方專屬頻道